# Hielo Ardiente (banda)
Grupo San Miguel, también conocidos como Hielo Ardiente fue una banda (agrupación) salvadoreña formada en 1967.
Su estilo de música en general era popular (balada), el grupo fue organizado originalmente por Guillermo "Willy" Chavez, uno de los músicos más destacados, visionario e innovadores de su época en El Salvador. El nombre Hielo Ardiente proviene de un mini concurso realizado por el grupo, en el que un miembro escribió “Hielo” en un pedazo de papel, y otro “Ardiente.” El grupo combinó estas palabras y así nació el nombre del grupo. 

## Los integrantes
Los integrantes originales del Grupo San Miguel en su momento fueron: 
1. Guillermo "Willy" Chavez, Vocalista y bajo
2. Armando Martínez en la batería
3. Tomás “Chele” Villatoro en el piano-teclado
4. Pablo Chávez en la guitarra
5. Julio Paiz se une como vocalista posteriormente

La música de Hielo Ardiente fue muy popular en el ámbito salvadoreño en su inicio, sin embargo dos años después, sus canciones se escuchaban en Latinoamérica.

## Sus inicios
Durante una reunión social en 1967, Willy Chaves conoce a Tito Carias, Willy le comenta su interés en formar un grupo musical, Tito trabajaba como locutor de radio y le promete no solo promover al grupo sino también le sugiere un nombre a la todavía no existente banda como "San Miguel".
Poco después aparece el primer álbum que contiene las canciones  “Cuando era un jovencito”, “Mientes o sientes”, “La Boa”, “El mambo La Merced” y “Malenka”, con el apoyo de Tito Carias y otros locutores, el LP de inmediato se puso dentro de los primeros a nivel nacional.
Sin embargo, desde el principio el grupo tuvo problemas por el “exceso de control” que ejercía el “mánager” o manejador de la banda, sobre todo en áreas de creatividad musical.
El Grupo, dirigido por Willy Chaves toma la de decisión de separarse del “mánager”, como resultado ya no podrían usar el nombre de San Miguel por motivos legales.

## Producciones con el nuevo nombre; Hielo Ardiente
La banda permanece separada por un tiempo, pero pronto conocen a Willie Maldonado (productor de radio y TV) y deciden colaborar para formar un nuevo grupo, la banda tiene ahora de padrino a Willie Maldonado y Willy Chaves de líder.
Willie y Willy deciden renombra el grupo Hielo Ardiente y contratan al popular vocalista Julio Paiz, y poco después producen otro álbum y quizás la mejor producción del grupo, incluye las canciones;
1. Señora
2. El Bardo
3. El Gato en la oscuridad
4. Escríbeme una carta
5. Habladurías
6. Sentir que soy amado
7. Julia
8. Vengo cantando
9. Rumba, rumbero
10. Yo estoy apasionado
11. Luz Errante

El grupo hizo varias giras internacionales durante los 70, sin embargo al final de esta década el grupo se disuelve y pasa a ser parte de la era que se conoce en El Salvador como Buenas Épocas.
El tecladista del grupo Tomas Villatoro " El Chele Lila" fue asesinado en una calle de Los Angeles CA en 1995